# Rodrigo Calderón
Pour les articles homonymes, voir Calderón.
Rodrigo Calderón, marquis de Sieteiglesias, comte de Oliva (1570-1621) était un homme politique espagnol.
Né à Anvers, il gagna l'amitié du duc de Lerme, favori et ministre du roi Philippe III d'Espagne. Il obtint ainsi la noblesse, ainsi que de nombreuses hautes charges qui lui permirent, au moyen de procédés souvent douteux, d'acquérir une immense fortune.
Après la chute de Lerme, il fut accusé d'avoir commis divers crimes et fut condamné à mort. Il fut exécuté à Madrid.